# القزعة (عمران)
القزعة هي إحدى قرى الجمهورية اليمنية. وهي تتبع جغرافيًا لمحافظة عمران. وإداريًا لمديرية شهارة. يبلغ تعداد سكانها 902 نسمة حسب الإحصاء الذي جرى عام 2004.